# 2007年亞洲冬季運動會花式滑冰比賽
2007年亞洲冬季運動會的花樣滑冰賽事由2007年2月1日至2月3日於五環體育館舉行，共設4個小項。

## 金牌榜

### 各國金牌榜
| 排名 | 國家： | 金牌： | 銀牌： | 銅牌： | 總計 |
| 1    | 中国   | 2      | 3      | 2      | 7    |
| 2    | 日本   | 2      | 1      | 2      | 5    |
| 3    |        | 0      | 0      | 1      | 1    |

### 男子單人
子條目：2007年亞洲冬季運動會花樣滑冰比賽-男子單人
| 金牌：    | 銀牌：      | 銅牌：        |
| 中国 徐铭 | 中国 李成江 | 日本 中庭健介 |

### 女子單人
子條目：2007年亞洲冬季運動會花樣滑冰比賽-女子單人
| 金牌：          | 銀牌：        | 銅牌：      |
| 日本 中野友加里 | 日本 村主章之 | 中国 許斌妹 |

### 雙人
子條目：2007年亞洲冬季運動會花樣滑冰比賽-雙人
| 金牌：            | 銀牌：          | 銅牌：                                     |
| 中国 申雪／趙宏博 | 中国 庞清／佟健 | 中国 李佳祺／徐健焜 · 阿加宁娜／克尼亚泽夫 |

### 冰舞
子條目：2007年亞洲冬季運動會花樣滑冰比賽-冰舞
| 金牌：                | 銀牌：            | 銅牌：            |
| 日本 渡边心／木户章之 | 中国 黃欣彤／鄭汛 | 中国 于小洋／王晨 |